# Arotes ustulatus
Arotes ustulatus là một loài tò vò trong họ Ichneumonidae.